# Ignacio Mariscal

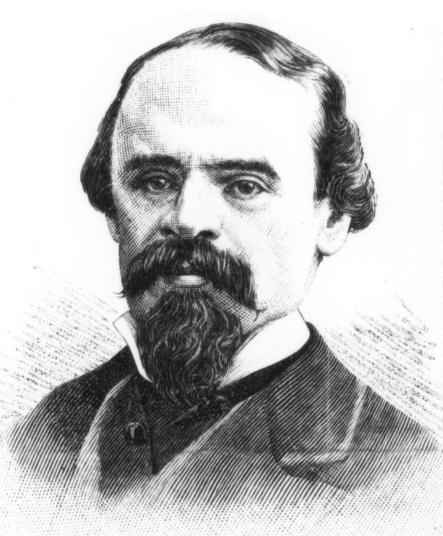
Ignacio Mariscal (1895)

Ignacio Mariscal Fagoaga (* 5. Juli 1829 in Oaxaca de Juárez; † 17. April 1910 in Mexiko-Stadt) war ein mexikanischer liberaler Jurist, Politiker, Schriftsteller und Diplomat. Er bekleidete das Amt des Außenministers von 1871 bis 1872 während der Präsidentschaft von Benito Juárez und von 1880 bis 1883 sowie von 1885 bis 1910 unter Porfirio Díaz.

## Frühe Jahre und juristische Laufbahn
Ignacio Mariscal Fagoaga wurde am 5. Juli 1829 in Oaxaca de Juárez, Mexiko, geboren. Sein Vater, Mariano Mariscal y Espinosa, war während des Mexikanisch-Amerikanischen Kriegs mexikanischer Abgeordneter. Seine Mutter war María del Carmen Fagoaga y Toro. Mariscal studierte am Instituto de Artes y Ciencias in Oaxaca de Juárez, wo er 1849 seinen Abschluss in Rechtswissenschaften erlangte.
Im Jahr 1854 zog Mariscal nach Mexiko-Stadt, um gegen den Pro-Santa-Anna-Gouverneur von Oaxaca, Ignacio Martínez y Pinillos, zu protestieren. Er schloss sich der liberalen Bewegung an, die im selben Jahr mit dem endgültigen Rücktritt von Antonio López de Santa Anna an die Macht kam. Zu dieser Gruppe gehörten auch prominente Persönlichkeiten wie Matías Romero, der spätere Finanzminister und Botschafter Mexikos in den Vereinigten Staaten, und Benito Juárez, der spätere Präsident Mexikos.
Benito Juárez erkannte Mariscals juristische Fähigkeiten und ernannte ihn zum Berater der Bundesregierung für die Umsetzung der Leyes de Desamortización, die Gesetze zur Enteignung von Kirchengütern. Aufgrund seiner juristischen Expertise wurde Mariscal als Abgeordneter des Staates Oaxaca in den Verfassungskongress von 1856 und 1857 gewählt. In diesem Kongress war er Mitglied der Justizkommission und spielte eine bedeutende Rolle bei der Ausarbeitung und Verabschiedung von Bestimmungen gegen die militärischen und kirchlichen Privilegien sowie bei der Regelung des Exils und der Zuständigkeit der Bundesgerichte.
Mit dem Beginn des Reformkrieges begleitete Mariscal Präsident Juárez nach Veracruz. Während dieser Zeit setzte er seine Arbeit als juristischer Berater fort und trug zur Stabilisierung der liberalen Regierung bei. Seine Beiträge zur Verfassung Mexikos von 1857 waren entscheidend für die Etablierung eines säkularen und föderalen Staates in Mexiko.

## Diplomatische Karriere

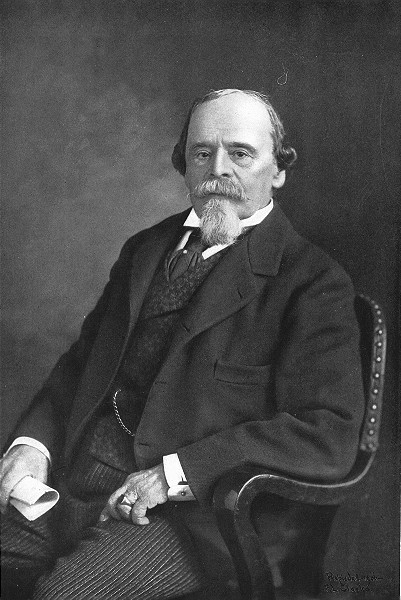
Ignacio Mariscal (1907)

Ignacio Mariscals diplomatische Karriere begann 1862, als er zum mexikanischen Konsul in New Orleans ernannt wurde. In dieser Funktion vertrat er die Interessen Mexikos während des Sezessionskriegs. Nach dem Sieg der Unionstruppen wurde er 1867 zum mexikanischen Gesandten in Washington, D.C. ernannt, eine Position, die er bis 1869 innehatte.
In den folgenden Jahren diente Mariscal als Außenminister unter Präsident Benito Juárez (1871–1872) und später unter Porfirio Díaz (1880–1883, 1885–1910). In dieser Rolle war er maßgeblich an der Verhandlung und Umsetzung wichtiger Verträge und Abkommen beteiligt, die die Beziehungen Mexikos zu anderen Nationen prägten.
Eine der größten diplomatischen Herausforderungen für Mariscal war die Beilegung des Grenzkonflikts zwischen Mexiko und Guatemala in den 1880er-Jahren. In seinem 1882 veröffentlichten Buch Historia de las dificultades entre México y Guatemala dokumentierte er die Spannungen und drohende US-Intervention. Durch Verhandlungsgeschick konnte er eine friedliche Lösung herbeiführen.
Ebenso bedeutsam waren Mariscals Bemühungen um die Klärung der Grenzen zwischen Mexiko und den Vereinigten Staaten nach dem Mexikanisch-Amerikanischen Krieg. Im Jahre 1884 verhandelte er den Vertrag von Guadalupe Hidalgo, der die heutige Grenze zwischen beiden Ländern festlegte und jahrzehntelange Streitigkeiten beilegte.
Als Außenminister pflegte Mariscal auch die Beziehungen zu anderen Weltmächten wie China und Großbritannien. 1884 verhandelte er mit der britischen Regierung über den Status chinesischer Arbeitsmigranten in Mexiko. 1899 schloss er schließlich einen Freundschaftsvertrag mit China ab, der die Rechte chinesischer Einwanderer in Mexiko regelte.
Mariscals Verdienste als Diplomat wurden 1909 mit seiner Wahl zum Präsidenten der Academia Mexicana de la Lengua gewürdigt, ein Amt, das er bis zu seinem Tod 1910 innehatte.

## Schriftstellerische Tätigkeit

### Literarisches Werk
Schon früh zeigte Ignacio Mariscal Interesse an Literatur und begann, für verschiedene Publikationen zu schreiben.
Mariscal veröffentlichte mehrere Gedichtbände, die seine patriotischen Gefühle und seine Reflexionen über die mexikanische Identität widerspiegeln. Sein Werk Poesías wurde posthum 1911 in Madrid von Balbino Dávalos herausgegeben.
Mariscal verfasste zudem zahlreiche Essays und Abhandlungen zu verschiedenen Themen, darunter Recht, Politik und Geschichte. Zu seinen bekanntesten Werken in diesem Spektrum gehört Exposición sobre el código de procedimientos penales (1880), das eine detaillierte Analyse des mexikanischen Strafprozessrechts umfasst. Weitere Abhandlungen beinhalten die Historie über die diplomatischen Spannungen zwischen Mexiko und Guatemala und Berichte über den Grenzvertrag zwischen Yucatán und Belize.
Mariscal war auch als Übersetzer tätig. Eines seiner bemerkenswertesten Werke ist die spanische Übersetzung von Edgar Allan Poes The Raven (El Cuervo), die 1895 veröffentlicht wurde.
Neben seinen Essays und Gedichten schrieb Mariscal auch Romane und Dramen. Ein bekanntes Werk ist: Don Nicolás Bravo ó Clemencia Mexicana (1895), ein Drama in drei Akten, das die Geschichte des mexikanischen Helden Nicolás Bravo erzählt.
Mariscal verfasste mehrere historische und biografische Werke, die sich mit bedeutenden Persönlichkeiten und Ereignissen der mexikanischen Geschichte befassen. Darunter gehört Juárez y el libro de Bulnes (1904), eine kritische Auseinandersetzung mit dem Buch von Francisco Bulnes über Benito Juárez. Außerdem veröffentlichte er Sammlungen von Episoden aus dem Leben Juárez’.

### Werke (Auswahl)
- Exposición sobre el código de procedimientos penales. 1880.
- Historia de las dificultades entre México y Guatemala. Proyectada Intervención de Estados Unidos. Algunos documentos oficiales. 1882.
- Memoria que en cumplimiento del precepto constitucional presenta al duodécimo Congreso de la Unión, el C. Ignacio Mariscal rendido ante el Senado acerca del tratado de límites entre Yucatán y Belice. La Epoca, Mexiko-Stadt 1885.
- Don Nicolás Bravo ó Clemencia Mexicana. 1895.
- El Cuervo. 1895.
- Discursos de los Exmos. Señores L. Marroquín é I. Mariscal en la Academia Mexicana de la Lengua. Díaz de León, Mexiko-Stadt 1899.
- Juárez y el libro de Bulnes. Mexiko-Stadt 1904.
- Episodios en la vida de Juárez. 1906.
- Balbino Dávalos (Hrsg.): Poesías. Tip, Madrid 1911.

## Familie
Ignacio Mariscal Fagoaga heiratete die in Washington, D.C. geborene Laura Elliot Smith Schymaker. Mit ihr hatte er vier Kinder. Mariscal starb am 17. April 1910 in Mexiko-Stadt.